# Melittobia
Melittobia ist eine Erzwespengattung in der Unterfamilie Tetrastichinae innerhalb der Eulophidae. Das Taxon wurde 1848 von dem englischen Entomologen John Obadiah Westwood eingeführt.

## Merkmale
Die Erzwespen sind meist um die 1,5 mm lang. Die Arten der Gattung weisen einen sehr ausgeprägten Geschlechtsdimorphismus auf. Die Männchen sind blind und nicht flugfähig. Sie besitzen einen charakteristischen vergrößerten Scapus (das erste Fühlerglied). Bei den Weibchen gibt es zwei Kasten, eine mit langflügeligen, flugfähigen Imagines sowie eine mit kurzflügeligen, brachypteren Imagines.

## Verbreitung
M. acasta und M. australica sind kosmopolitisch verbreitet.

## Lebensweise
Die Erzwespen der Gattung Melittobia sind als gregäre Ektoparasitoide von solitären Bienen sowie von verschiedenen Grabwespen und Faltenwespen bekannt. Es werden insbesondere Wirte im Puppen- und Präpuppenstadium parasitiert. Die Erzwespen wurden schon in Insektenhotels angetroffen. Weiterhin werden auch „Mitbewohner“ in den Insektennestern von den Erzwespenlarven vertilgt. Als sekundäre Wirte werden Vertreter aus den Ordnungen der Käfer, Zweiflügler, Schmetterlinge und Hautflügler genannt.
Eine Besonderheit der Gattung ist ihre Fortpflanzung mittels arrhenotoköser Parthenogenese. Dabei können auch unbefruchtete Weibchen Nachkommen beiderlei Geschlechts zeugen. Die Lebensweise der Erzwespen ist am besten von der Art M. acasta bekannt. Die Melittobia-Arten weisen einen komplexen Lebenszyklus auf, der sowohl weibliche Kooperation als auch unterschiedlich ausgeprägte geschwisterliche Konflikte der Männchen beinhaltet. Mehr als 150 Nachkommen eines einzigen Weibchens können aus einem einzigen Wirt schlüpfen. Davon sind etwa 95–97 % weiblich. In der Wirtshaut oder Puppenhülle konkurrieren die wenigen Männchen aggressiv um die Paarung mit einem der Weibchen. Dies kann von intensiven Ringkämpfen mit Verlust von Gliedmaßen bis hin zur Enthauptung der schlüpfenden Männchen durch die zuvor geschlüpften Männchen reichen. Weibchen beteiligen sich nicht an dieser Auseinandersetzung. Nach der Paarung zerstreuen sich diese auf der Suche nach einem neuen Wirt.

## Innere Systematik
Der Gattung Melittobia werden folgende 13 beschriebene Arten zugerechnet:
- Melittobia acasta (Walker, 1839)
- Melittobia assemi Dahms, 1984
- Melittobia australica Girault, 1912
- Melittobia bekiliensis Risbec, 1952
- Melittobia chalybii Ashmead, 1892
- Melittobia clavicornis (Cameron, 1908)
- Melittobia digitata Dahms, 1984
- Melittobia evansi Dahms, 1984
- Melittobia femorata Dahms, 1984
- Melittobia hawaiiensis Perkins, 1907
- Melittobia megachilis (Packard, 1864)
- Melittobia scapata Dahms, 1984
- Melittobia sosui Dahms, 1984